# Версејлс (Охајо)
Версејлс (енгл. Versailles) град је у америчкој савезној држави Охајо.

## Демографија
По попису из 2010. године број становника је 2.687, што је 98 (3,8%) становника више него 2000. године.
| Група             | 2000.         | 2010.         |
| Белци             | 2.572 (99,3%) | 2.649 (98,6%) |
| Афроамериканци    | 1 (0,0%)      | 6 (0,2%)      |
| Азијати           | 2 (0,1%)      | 0 (0,0%)      |
| Хиспаноамериканци | 3 (0,1%)      | 16 (0,6%)     |
| Укупно            | 2.589         | 2.687         |

## Име
Иако се име града на енглеском пише „Versailles”, исто као и град у Француској, име се изговара „Версејлс”.